# Ferenc Erkel
Ferenc Erkel (ur. 7 listopada 1810 w Gyula, zm. 15 czerwca 1893 w Budapeszcie) – węgierski kompozytor, ojciec węgierskiej opery narodowej, twórca wielu dzieł operowych granych do dziś, a także twórca Hymnu węgierskiego skomponowanego w 1844 roku.
Pierwsze cztery jego opery były dziełem współpracy z Béni Egressym, autorem tekstów do oper. Następnie objął stanowisko dyrektora budapeszteńskiej orkiestry filharmonicznej. Oprócz pracy w roli dyrektora orkiestry oraz pracy kompozytorskiej był nauczycielem w Akademii Muzycznej, a od 1884 roku dyrektorem Węgierskiej Opery Narodowej.
Zmarł 15 czerwca 1893 roku w Budapeszcie w wieku 83 lat.

## Życie prywatne
Ożenił się w 1839 roku z Adél Adler, z którą miał czterech synów: Gyule, Eleka, Laszlo oraz Sándora, który w latach późniejszych współpracował z ojcem.
Erkel był także zapalonym miłośnikiem szachów, a także znanym graczem tej dyscypliny na arenie międzynarodowej.

## Odznaczenia
- Order Korony Żelaznej III klasy (1889)
- Order Franciszka Józefa V klasy (1867)

## Dzieła
- Bátori Mária – 1840
- Hunyadi László – 1844
- Erzsébet – 1857
- Bánk bán (pol. Ban Bánk) – 1861
- György Dózsa – 1867
- György Brankovics – 1874
- Névtelen hősök – 1880
- István király – 1885
- Kemény Simon